# Long After Dark
| Recensione              | Giudizio    |
| ----------------------- | ----------- |
| AllMusic                | [ 1 ]       |
| Robert Christgau        | C+          |
| Sputnikmusic            | 3.4 (Great) |
| Piero Scaruffi          | [ 4 ]       |
| Ondarock                | [ 5 ]       |
| Dizionario del Pop-Rock | [ 6 ]       |
| 24.000 dischi           | [ 7 ]       |

Long After Dark è il quinto album discografico in studio del gruppo musicale rock Tom Petty and the Heartbreakers, pubblicato nel novembre del 1982.
L'album si piazzò al nono posto delle chart statunitensi e fu certificato disco d'oro il 4 gennaio 1983.
Nel gruppo intanto il nuovo bassista, Howard Howie Epstein, ha sostituito Ron Blair (che comunque compare ancora in un brano dell'album).

## Tracce
Brani composti da Tom Petty eccetto dove indicato.
Lato A
1. A One Story Town – 3:05
2. You Got Lucky – 3:37 (Tom Petty, Mike Campbell)
3. Deliver Me – 3:27
4. Change of Heart – 3:19
5. Finding Out – 3:35 (Tom Petty, Mike Campbell)

Lato B
1. We Stand a Chance – 3:37
2. Straight into Darkness – 3:48
3. The Same Old You – 3:29 (Tom Petty, Mike Campbell)
4. Between Two Worlds – 5:10 (Tom Petty, Mike Campbell)
5. A Wasted Life – 4:37

## Formazione
- Tom Petty - voce, chitarra acustica, chitarra 12 corde, chitarra elettrica
- Mike Campbell - chitarre, organo Hammond in We Stand a Chance
- Benmont Tench - sintetizzatore, cori, pianoforte, Fender Rhodes, organo Hammond
- Howie Epstein - basso, cori
- Stan Lynch - batteria, cori

Altri musicisti
- Ron Blair - basso in Between Two Worlds
- Phil Jones - percussioni
- Craig Harris - sintetizzatore in You Got Lucky, vocoder in We Stand a Chance)

Note aggiuntive:
- Jimmy Iovine e Tom Petty - produttore
- Registrazioni effettuate al Record Plant', Wally Heider's ed al CA Crystal di Hollywood, Ca., ed al Rumbo Studios di Canoga Park, California.
- Shelly Yakus - ingegnere del suono
- Mixato al Rumbo Studios, Canoga Park, California
- Thom Panunzio - ingegnere del remixaggio
- David Bianco - assistente ingegnere
- Alan Weidel - assistente ingegnere
- Brad Gilderman - assistente ingegnere
- Hill Swimmer - assistente ingegnere
- Charlie Brewer - assistente ingegnere
- Norman Perbil - assistente ingegnere
- Michael Carnevale - assistente ingegnere
- Eddie Delena - assistente ingegnere
- Bill Freesh - assistente ingegnere
- Nick Basich - assistente ingegnere
- Kevin Eddy - assistente ingegnere
- Greg Edward - assistente ingegnere
- Stephen Marcussen - masterizzazione (effettuata al Precision Lacquer di Hollywood, California)